# Karaorman
Karaorman (mazedonisch Караорман; albanisch auch Karaormani; türkisch Kara Orman für „Schwarzer Wald“) ist ein mittelgroßes Hochgebirge im Südwesten der Republik Nordmazedonien. Der höchste Punkt ist der Orli Vrv mit 1794 m. i. J.; die durchschnittliche Höhe liegt bei 1274 m. i. J.

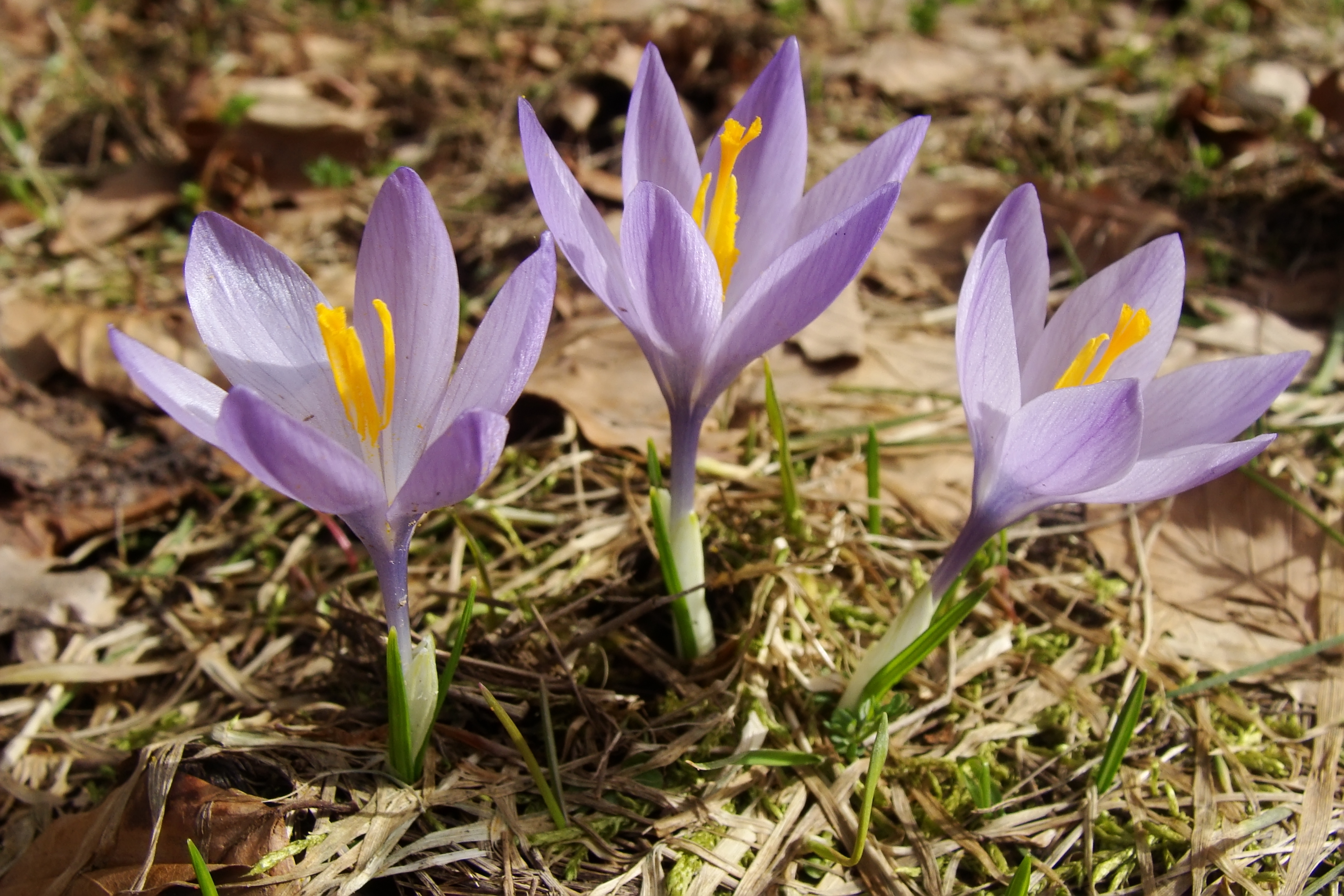
Crocus vernus (2010)

Zusammen mit dem Stogovo-Gebirge bildet der Karaorman einen gemeinsamen Nord-Süd-Kamm in Form eines Horstes. In den oberen Gesteinsschichten dominieren Silikate, denen vor allem kristalliner Schiefer zugrunde liegt. Außerdem sind Meta-Sandstein und Diabase zu finden.
Das Bergmassiv gehört vornehmlich zum Gebiet der Gemeinden Struga und Debarca und wird westlich vom nach Norden fließenden Schwarzen Drin und nordöstlich von der Pesočanska Reka begrenzt. Durch das Massiv fließen verschiedene Arme der Sateska in südlicher Richtung.
Das Gebirge ist ziemlich bewaldet und beherbergt auch große Säugetiere wie beispielsweise den sehr seltenen Balkanluchs.
Der FK Karaorman, der wichtigste Fußballverein der ethnischen Mazedonier von Struga, ist nach dem Gebirgsmassiv benannt und wurde 1923 gegründet.